# 恒生香港中資企業指數
恒生香港中資企業指數，俗稱「紅籌指數」於1997年6月16日推出，給一般稱為「紅籌」公司，即具有中資背景並於海外註冊及在香港上市的公司作出界定，為投資者提供一個參考指標。
紅籌股的概念誕生于90年代初期的香港股票市場。中華人民共和國在國際上有時被稱爲紅色中國，相應地，香港和國際投資者把在境外注册、在香港上市的那些帶有中國大陸概念的股票稱爲紅籌股。
於2001年10月3日，紅籌指數被納入恒生綜合指數系列。而成份股的挑選準則亦作修改，公司之經營地域須為中國內地才可被甄選成為紅籌指數之成份股。

## 股權準則
要成為紅籌指數成份股，須最少有百分之三十股權由中國內地機構單位持有。此乃參考證券及期貨事務監察委員會制定之「收購及合併守則」，以持有百分之三十之股權為策略性股權。

## 經營地域準則
鑑於紅籌指數為恒生中國內地綜合指數下的指數，故成份股公司最少須有百分之五十之營業收入(視乎情況，亦可參考其盈利或總資產值)來自中國內地。
作為恒生綜合指數系列的成員，紅籌指數的成份股均選自香港200家市值最高的公司。

## 成份股
| 股票代號 | 成份股         | 加入日期 |
| -------- | -------------- | -------- |
| 0123     | 越秀地產       |          |
| 0135     | 昆侖能源       |          |
| 0144     | 招商局港口控股 |          |
| 0152     | 深圳國際       |          |
| 0165     | 中國光大控股   |          |
| 0257     | 光大環境       |          |
| 0267     | 中信股份       |          |
| 0270     | 粵海投資       |          |
| 0291     | 華潤啤酒       |          |
| 0371     | 北控水務集團   |          |
| 0392     | 北京控股       |          |
| 0688     | 中國海外發展   |          |
| 0762     | 中国联通       |          |
| 0817     | 中国金茂       |          |
| 0836     | 華潤電力控股   |          |
| 0883     | 中国海洋石油   |          |
| 0941     | 中国移动       |          |
| 0966     | 中國太平保險   |          |
| 1109     | 華潤置地       |          |
| 1193     | 華潤燃氣       |          |
| 1313     | 華潤水泥       |          |
| 2319     | 蒙牛集团       |          |
| 3311     | 中國建築國際   |          |
| 3320     | 華潤醫藥       |          |
| 3808     | 中國重汽       |          |

以上資料截至2021年8月22日。

## 外部連結
- 恒生香港中資企業指數
- 恒指服務有限公司
- 紅籌指數成份股歷來變動